# Euproctis kettlewelli
Euproctis kettlewelli är en fjärilsart som beskrevs av Collenette 1956. Euproctis kettlewelli ingår i släktet Euproctis och familjen tofsspinnare. Inga underarter finns listade i Catalogue of Life.